# SN 2009he
SN 2009he – supernowa typu Ia odkryta 3 lipca 2009 roku w galaktyce UGC 10361. W momencie odkrycia miała maksymalną jasność 17,50m.